# Hettstedt
Hettstedt település Németországban, azon belül Szász-Anhalt tartományban. Lakosainak száma 13 498 fő (2023. december 31.).

## Népesség
A település népességének változása:
| Lakosok száma | 14 495 | 14 265 | 14 023 | 13 623 | 13 678 | 13 498 |
|               | 2014   | 2017   | 2019   | 2021   | 2022   | 2023   |